# King Arthur (film)
King Arthur è un film del 2004 diretto da Antoine Fuqua, interpretato da Clive Owen e Keira Knightley. Il film è uscito nelle sale negli Stati Uniti il 7 luglio 2004 con anteprima a Los Angeles il 28 giugno 2004, mentre in Italia il film è uscito nelle sale il 1º ottobre 2004.

## Trama
V secolo. L'Impero romano in declino si sta ritirando dalla Britannia, dove i nativi Woad, guidati da Merlino, inscenano un'insurrezione. Un gruppo di cavalieri Sarmati e il loro comandante romano per metà britannico Artorius Castus, noto come "Artù", hanno adempiuto ai loro doveri a Roma e si stanno preparando a tornare a casa, fino a quando il vescovo Germanius non ordinerà loro di completare un'ultima missione: evacuare un'importante famiglia romana da nord del Vallo di Adriano, salvandoli dall'avanzata di un esercito di invasori Sassoni, guidato dallo spietato Cerdic e da suo figlio, Cynric. Alessio, il figlio del patriarca di famiglia, è un valido candidato per essere un futuro Papa. Artù e i suoi uomini rimasti - Lancillotto, Tristano, Galvano, Bors, Galahad e Dagonet - accettano con riluttanza la missione.
Arrivati a destinazione, scoprono che il patriarca romano Marius, che si rifiuta di partire, ha ridotto in schiavitù la popolazione locale, facendo infuriare Artù; egli scopre una cella contenente un certo numero di Woad morti e due sopravvissuti torturati: una giovane donna di nome Ginevra e suo fratello minore Lucan. Artù li libera e dà a Marius un ultimatum: partire con loro volontariamente o altrimenti essere preso prigioniero. Lui e i suoi cavalieri requisiscono la fattoria e liberano i suoi sfruttati. Il convoglio fugge sulle montagne con i Sassoni all'inseguimento. Marius conduce un tentativo di colpo di stato, ma viene ucciso da Ginevra. Artù apprende da Alessio che Germanius e i suoi colleghi vescovi avevano fatto giustiziare il mentore d'infanzia e la figura paterna di Artù, Pelagius, per le sue convinzioni. Questo disillude ulteriormente Artù dallo stile di vita romano, un processo che matura quando Ginevra e Merlino ricordano ad Artù il suo legame con l'isola della Gran Bretagna attraverso sua madre celtica.
Artù guida tutti attraverso un passo che attraversa un lago ghiacciato. Durante la battaglia, Dagonet si sacrifica per rompere il ghiaccio del lago con la sua ascia, interrompendo l'avanzata sassone. I cavalieri consegnano in sicurezza Alessio e sua madre al Muro di Adriano e vengono ufficialmente dimessi. Artù, avendo concluso che il suo destino è con la gente di sua madre, decide di combattere i Sassoni nonostante le suppliche di Lancillotto di andarsene con loro. La notte prima della battaglia, lui e Ginevra fanno l'amore. Il giorno seguente Artù, dalla collina dietro il Vallo di Adriano, vede sventolare la bandiera bianca da un traditore romano dalla parte dei Sassoni, e così scende per incontrare Cerdic, giurando di ucciderlo. Presto viene raggiunto da Lancillotto e dai suoi compagni cavalieri, che decidono di combattere. Nella culminante battaglia di Badon Hill, i Woad e i cavalieri affrontano l'esercito sassone. Ginevra combatte Cynric, ma viene sopraffatta. Lancillotto la aiuta ed uccide Cynric, ma viene ferito a morte. Cerdic uccide Tristano prima di affrontare Artù, che uccide il comandante sassone, condannando gli invasori alla sconfitta.
Artù e Ginevra si sposano e Merlino proclama Artù re d'Inghilterra. Uniti dalla sconfitta dei Sassoni e dalla ritirata dei Romani, Artù promette di guidare i britannici contro futuri invasori. Tre cavalli che erano appartenuti a Tristano, Dagonet e Lancillotto corrono liberi attraverso il paesaggio, mentre il racconto di chiusura di Lancillotto descrive come i cavalieri caduti vivano nei racconti tramandati di generazione in generazione.

## Produzione
Le riprese del film sono iniziate il 23 giugno 2003 in Irlanda gli esterni sono stati girati nella contea di Wicklow mentre gli interni a Dublino. Le riprese sono terminate il 1º novembre dello stesso anno.

## Accoglienza

### Incassi
Il film ha incassato 203567857 $ a livello globale, di cui 51 882 244 $ in Nord America, a fronte di un budget stimato in 120 milioni di dollari.

### Critica
Il sito Rotten Tomatoes riporta un rating del 31% basato su 185 recensioni, con un voto medio di 5/10. Metacritic riporta un rating di 46 su 100 basato su 39 recensioni.

## Temi
Il film riprende i temi del ciclo arturiano (in particolare l'ascesa al trono di re Artù e la nascita della Tavola rotonda), inquadrandoli però in una cornice storica insolita ed effettivamente più fedele all'ambientazione nel quale si svolsero le presunte vicende di re Artù, in cui lo stesso Artù viene descritto come un romano-britannico convinto del ruolo civilizzatore di Roma, maestra di civiltà e di libertà. L'incontro con la realtà di un popolo fatto "schiavo" dalla stessa civilizzazione cristiana lo libera da questa illusione convincendolo ad assumere la guida dei britanni come re di quella che è diventata ormai la sua vera patria. Lo stesso Artù non è solo un militare; è anche un uomo religioso, ma di una religiosità piuttosto eterodossa; è infatti un seguace di Pelagio, lo storico avversario di Agostino d'Ippona, che il film presenta come un sostenitore dell'uguaglianza tra gli uomini ed un predicatore della necessità dell'uomo di forgiare il proprio destino. (In realtà l'eresia del pelagianesimo consiste, tra le altre cose, nell'attribuire la salvezza dell'uomo alle sue sole forze, negando l'influenza della Grazia divina).

## Pretese di storicità
Sebbene la sequenza introduttiva del film faccia riferimento esplicitamente a "recenti scoperte archeologiche" che giustificherebbero questa collocazione temporale, la questione è quanto meno controversa (vale la pena ricordare che gli storici non sono neppure concordi nel ritenere che sia esistito un personaggio storico riconducibile alla figura di Artù). Ad ogni modo in una recente edizione della Storia di Re Artù e dei suoi cavalieri di Thomas Malory, gli stessi curatori all'edizione italiana nella prefazione specificano che la leggenda sembra sia stata ispirata dalle gesta di un condottiero britanno del V secolo che contrastò l'avanzata sassone in Britannia. Ancor più degno di nota, come evidenzia Francesco Benozzo nei suoi studi di letteratura romanza, «posto che Brân [un predecessore di Artù] è al tempo stesso Brennos, il capo supremo dei celti continentali, l'eroe leggendario per eccellenza dell'Età gallica dei metalli, ci si deve chiedere se - come è accaduto per il suo progenitore - anche a proposito delle imprese di Artù non sia possibile pensare a un nucleo narrativo originatosi in una fase precedente la separazione tra celtico continentale e insulare [cioè alla preistoria]».
La presenza di Sarmati in Britannia nel V sec. d.C. è un anacronismo. I cavalieri Sarmati militarono in quella provincia all'epoca dell'imperatore Adriano, quindi nel II secolo. Durante il V secolo la loro presenza come truppe ausiliarie è testimoniata nell'Italia settentrionale.
Nel film viene spesso citata come massima autorità di Roma il Papa, e quasi mai l'imperatore. In realtà in epoca paleocristiana la chiesa di Roma non possedeva alcun potere temporale, che sarebbe sorto all'epoca dell'Impero carolingio, e soprattutto i vescovi romani non possedevano alcun potere potestativo sull'amministrazione provinciale: nel V secolo la massima autorità continuava ad essere quella civile, fatto salvo la dissoluzione delle istituzioni imperiali a seguito delle invasioni barbariche. Tuttavia già dal III secolo la figura del vescovo di Roma era considerata di maggior importanza rispetto alle altre sedi vescovili, come dimostra il termine "papa" ritrovato nelle Catacombe di San Callisto a Roma.

## Controversie
Lo scrittore e storico Valerio Massimo Manfredi ha dichiarato che il film è quasi un plagio del suo romanzo L'ultima legione, per via di alcune analogie tra le due opere. Tali analogie consisterebbero in alcuni topoi presenti nel libro e, soprattutto, il tentativo di conferire credibilità storica ai personaggi principali basandosi sulla presunta origine romana di Re Artù. Invero, gli eventi narrati nel film suggeriscono una teoria differente da quella su cui si basa il romanzo di Manfredi, nel quale Lucio Artorio Casto non è nemmeno menzionato così come l'esercito ausiliario Sarmatico. Secondo Manfredi, l'uscita di King Arthur e il suo fallimento commerciale costituì una delle cause principali dei problemi relativi all'adattamento cinematografico del suo libro.
I costumi dei Romani sono quelli del tempo di Cesare. Germano aveva operato in Britannia diversi decenni prima.
Nel film viene citato più volte il Papa come massima autorità di Roma, mentre l'imperatore non viene mai menzionato. Nel V sec. d.C. la massima autorità politica era l'imperatore e i vescovi cristiani non rivestivano alcuna carica amministrativa, che - come eredità istituzionale della precedente epoca pagana - era appannaggio dei laici. Il potere temporale della Chiesa Cattolica Romana si sarebbe affermato nei secoli successivi, in particolare con l'incoronazione di Carlo Magno e l'istituzione dello Stato Pontificio (fine VIII sec., inizio IX sec. d.C.); l'indicazione del Papa come responsabile delle politiche dell'Impero Romano è quindi un caso intenzionale di anacronismo.

## Riconoscimenti
- 2004 - International Film Music Critics Award
  - Candidatura per Miglior colonna sonora originale in un film d'azione/di avventura a Hans Zimmer
- 2004 - Irish Film and Television Award
  - Miglior attrice internazionale a Keira Knightley
  - Miglior trucco e acconciature a Dee Corcoran e Ailbhe Lemass
- 2004 - Teen Choice Awards
  - Candidatura per Miglior film estivo
  - Candidatura per Miglior rivelazione femminile a Keira Knightley
- 2005 - Empire Awards
  - Candidatura per Miglior attrice britannica a Keira Knightley
- 2005 - Golden Reel Award
  - Candidatura per Miglior montaggio sonoro in un film straniero
- 2005 - Harry Awards
  - Candidatura per Harry Award
- 2005 - Hollywood Film Festival
  - Miglior attrice all'avanguardia a Keira Knightley
- 2005 - Huabiao Awards
  - Miglior film straniero
- 2005 - Teen Choice Awards
  - Candidatura per Miglior attrice in un film d'azione/di avventura/thriller a Keira Knightley